# Manuel Cortés de los Santos
Manuel Cortés de los Santos, conocido como Manolo Cortés (Gines, Sevilla, 11 de junio de 1949-Bormujos, Sevilla, 25 de marzo de 2017), fue un torero español y apoderado de  figuras del mundo del toreo.

## Biografía
Torero de ascendencia gitana, nació en la localidad sevillana de Gines el 11 de junio de 1949. De familia humilde comenzó su andadura en el mundo del toro actuando en el toreo cómico. Debutó como novillero el 8 de septiembre de 1965 en Santisteban del Puerto (Jaén) junto con Carnicerito de Úbeda y debutó con picadores el 10 de septiembre de 1966 en Cortegana Huelva. Un novillo de la ganadería de Conde de la Maza le seccionó la vena safena el 28 de marzo de 1967, pocos meses después  se presentó en Sevilla, el 15 de agosto de 1967, acartelado con Almendro y Jeringuero, lidió novillos del ganadero Honorato Jordán. Como novillero lidió veinticinco novilladas.
Tomó la alternativa en la plaza de toros de Valencia, el 14 de marzo de 1968 en la Feria de Fallas con Antonio Ordóñez como padrino y Diego Puerta como testigo, el toro de la ceremonia fue Reventador de la ganadería de Carlos Urquijo, obtuvo una oreja por la faena. En la otra tarde contratada para la feria cortó las 2 orejas y el rabo al último ejemplar de la ganadería de Fermín Bohórquez, que se lidió ese día, saliendo a hombros por la puerta grande.
Manuel Cortés confirmó la alternativa en Las Ventas en Madrid el 14 de mayo de 1968 en plena Feria de San Isidro actuando de nuevo como padrino Antonio Ordóñez, el toro de la confirmación fue Andador.
En su dilatada carrera, lidió alrededor de quinientas corridas de toros, entre sus logros más importantes están una salida por la Puerta del Príncipe en la Maestranza de Sevilla, lidió toros de Carlos Núñez el 16 de abril de 1969 junto a Antonio Ordóñez y Paco Camino;  y una salida a hombros por la Puerta Grande de las Ventas de Madrid en 1968, tras cortar tres orejas en una corrida de Antonio Pérez en la Feria de San Isidro.
En la feria de abril de Sevilla, en 1972, cuaja una extraordinaria faena a Cotorro, toro de la ganadería de Samuel Flores, al que, pese a pinchar, cortó las dos orejas, consiguiendo el premio a la mejor faena de la feria.[cita requerida]
Cuenta en su haber con más de cincuenta paseíllos en la Maestranza de Sevilla, y con más de cuarenta actuaciones en las Ventas, plazas donde en numerosas ocasiones el mal manejo de la espada le privaron de más triunfos de los ya cosechados.[cita requerida]
En la Feria de julio de Valencia de 1978, lidió una corrida de Eduardo Miura, cuajando una de las faenas más importantes de la década, cortándole al toro Laneto, después del mal manejo de la espada, las dos orejas de manera clamorosa.[cita requerida]
Su última actuación en la Maestranza sevillana fue el 9 de abril de 1997, tarde en la que lidió toros de la ganadería de Fermín Bohorquez junto a los espadas Fernando Cepeda y Vicente Bejarano.

### Apoderado y referente de toreros
Tras retirarse en los años 90 siguió unido al mundo del toro apoderando a toreros como Manuel Escribano, Miguel Ángel Perera, Alfonso Oliva Soto y Pepe Moral. 
Pero sin duda otro de los aspectos más destacados fue su capacidad para ayudar a innumerables toreros en sus inicios, transmitiendo sus conocimientos y experiencia, muchos de los cuales alcanzaron después gran relevancia en el escalafón.Fue sin duda uno de los grandes maestros y referente para varias generaciones que coincidieron con él .

## Fallecimiento
Falleció en el hospital San Juan de Dios del Aljarafe de Bormujos (Sevilla) el 25 de marzo de 2017 a los sesenta y siete años tras padecer una grave enfermedad.

## Méritos
- 1968, cinco puertas grandes como novillero en Feria de Fallas de Valencia.[4]
- Triunfador de la Feria de Abril del año 1969.[1]
- Faena más premiada en la Feria de abril de 1972, lidió junto Andrés Vázquez y Dámaso González toros de la ganadería Samuel Flores, cortó dos orejas al segundo toro de la tarde[3]

- Fue el tercer torero con más corridas lidiadas (sesenta y dos) en la plaza de toros de la Maestranza, solo superado por Curro Romero y Manuel Jiménez Moreno, Chicuelo.[3]